# Estación Chorrillos (Salta)
Chorrillos es una estación ferroviaria ubicada en el departamento Rosario de Lerma, provincia de Salta, Argentina.
La estación es donde el Ramal C14 realiza su segundo zigzag para ganar altura.
En 2019 fue declarada Monumento histórico nacional.

## Servicios
Se encuentra actualmente sin operaciones de pasajeros.
Sus vías corresponden al Ramal C14 del Ferrocarril General Belgrano por donde transitan formaciones de carga de la empresa estatal Trenes Argentinos Cargas.